# Emma Bilham
Emma Jane Bilham (* 27. Dezember 1986) ist eine Schweizer Triathletin. Sie wird in der Bestenliste Schweizer Triathletinnen auf der Ironman-Distanz geführt.

## Werdegang
Emma Bilham besitzt sowohl die Schweizer als auch die britische Staatsbürgerschaft.
2012 wurde sie Dritte bei den Schweizer Triathlon-Meisterschaften auf der Kurzdistanz in Murten (1,5 km Schwimmen, 40 km Radfahren und 10 km Laufen).
Im April 2015 gewann sie den Ironman 70.3 Putrajaya auf der halben Ironman-Distanz (Mitteldistanz: 1,9 km Schwimmen, 90 km Radfahren und 21,1 km Laufen). Im August wurde Emma Bilham Zehnte auf der Triathlon-Mitteldistanz bei den Ironman 70.3 World Championships in Österreich.

### Ironman-Distanz seit 2016
Seit 2016 wird sie von Brett Sutton trainiert.
Im Juni 2016 wurde Emma Bilham bei ihrem ersten Start auf der Ironman-Distanz (3,8 km Schwimmen, 180 km Radfahren und 42,2 km Laufen) Zweite in Nizza und holte damit die erste Medaille für eine Schweizer Athletin beim Ironman France, seit dieser in Nizza durchgeführt wird. Im Juli wurde die damals 29-Jährige Zweite in Zürich beim Ironman Switzerland.
Im Februar 2017 wurde sie Dritte bei der Challenge Wanaka in Neuseeland und sie trug sich mit ihrer Zeit von 9:16:11 h ein in der Bestenliste Schweizer Triathletinnen auf der Ironman-Distanz. 2018 gewann sie auf der Langdistanz in Frankreich als zweite Schweizerin nach Nicola Spirig (2009) den Triathlon EDF Alpe d’Huez. Im Mai 2019 belegte sie in Spanien den sechsten Rang bei der Weltmeisterschaft auf der Triathlon-Langdistanz und im Juni 2019 gewann sie bei der Erstaustragung des Ironman Ireland ihr erstes Ironman-Rennen.
Im September gewann sie auf der Mitteldistanz den Triathlon de Gérardmer.
Im April 2022 wurde die 35-Jährige als beste Schweizerin Siebte im Ironman South Africa.
2024 gewann sie den Embrunman auf der Langdistanz.
Emma Bilham lebt in Montreux.

## Sportliche Erfolge
| Datum/Jahr    | Platz | Wettbewerb                                           | Austragungsort       | Zeit       | Bemerkung                                                                          |
| ------------- | ----- | ---------------------------------------------------- | -------------------- | ---------- | ---------------------------------------------------------------------------------- |
| 2. Sep. 2023  | 5     | Triathlon de Gérardmer                               | Gérardmer            | 05:05:36   | hinter der Schweizerin Julie Derron                                                |
| 25. Sep. 2022 | 1     | Challenge Sanremo                                    | Sanremo              | 04:50:10   | [ 3 ]                                                                              |
| 4. Juli 2021  | 3     | Ironman 70.3 Andorra                                 | Andorra              |            |                                                                                    |
| 7. Sep. 2019  | 1     | Triathlon de Gérardmer                               | Gérardmer            |            |                                                                                    |
| 18. Okt. 2020 | 2     | TriGames Triathlon France                            | Mandelieu-la-Napoule | 05:05:36   | Zweite hinter Anne Haug                                                            |
| 11. Juni 2017 | 2     | Ironman 70.3 Switzerland                             | Rapperswil-Jona      | 04:27:17   |                                                                                    |
| 4. Juni 2017  | 3     | Ventouxman                                           | Frankreich           | 06:04:31   |                                                                                    |
| 20. Mai 2017  | 2     | Bilbao Triathlon                                     | Bilbao               | 04:38:37   |                                                                                    |
| 14. Mai 2017  | 1     | Ironman 70.3 Pays d’Aix France                       | Aix-en-Provence      | 04:29:36   |                                                                                    |
| 16. Apr. 2017 | 1     | Cannes International Triathlon                       | Cannes               | 04:31:14   | [ 5 ]                                                                              |
| 5. Feb. 2017  | 2     | Hell of the West Triathlon                           | Queensland           | 04:05:13   | Zweite hinter der Australierin Sarah Crowley                                       |
| 27. Jan. 2017 | 12    | Ironman 70.3 Dubai                                   | Dubai                | 04:20:16   |                                                                                    |
| 17. Sep. 2016 | 1     | Challenge Gran Canaria                               | Mogán                | 04:42:30   | Siegerin auf der Halbdistanz                                                       |
| 3. Sep. 2016  | 1     | Triathlon de Gérardmer                               | Gérardmer            | 02:28:37   | Siegerin auf der Kurzdistanz                                                       |
| 26. Juni 2016 | 1     | Challenge Galway                                     | Galway               | 04:16:35   | Siegerin auf der Halbdistanz                                                       |
| 22. Mai 2016  | 1     | Ironman 70.3 Barcelona                               | Calella              | 04:38:42   | 1,9 km Schwimmen, 90 km Radfahren und 21,1 km Laufen.                              |
| 23. Apr. 2016 | 2     | Challenge Fuerteventura                              | Fuerteventura        | 04:30:59   | Zweite auf der Halbdistanz – hinter der Deutschen Anja Beranek                     |
| 10. Apr. 2016 | 1     | Triathlon de Portocolom                              | Portocolom           | 04:08:13   | 1 km Schwimmen, 100 km Radfahren und 10 km Laufen                                  |
| 30. Aug. 2015 | 10    | Ironman 70.3 World Championship                      | Zell am See          | 04:31:47   | beim Ironman 70.3 Zell am See-Kaprun                                               |
| 11. Juli 2015 | 17    | ETU Triathlon European Championships                 | Genf                 | 02:12:24   | Europameisterschaft auf der olympischen Kurzdistanz                                |
| 19. Apr. 2015 | 3     | Internationaler Triathlon Wallisellen                | Wallisellen          | 00:50:52,7 |                                                                                    |
| 5. Apr. 2015  | 1     | Ironman 70.3 Putrajaya                               | Putrajaya            | 04:24:48   |                                                                                    |
| 18. Okt. 2014 | 9     | ETU Middle Distance Triathlon European Championships | Peguera              | 04:54:21   | Europameisterschaft auf der Mitteldistanz im Rahmen der Challenge Peguera-Mallorca |
| 1. Juni 2014  | 3     | Ironman 70.3 Italy                                   | Pescara              | 04:31:54   |                                                                                    |
| 15. Sep. 2012 | 3     | Schweizer Triathlon-Meisterschaften                  | Murten               | 02:12:28   | Dritte hinter Daniela Ryf und Céline Schärer                                       |

| Datum/Jahr    | Platz | Wettbewerb                                      | Austragungsort       | Zeit     | Bemerkung |
| ------------- | ----- | ----------------------------------------------- | -------------------- | -------- | --- |
| 15. Aug. 2024 | 1     | Embrunman                                       | Embrun               | 10:54:44 | [ 9 ] |
| 15. Aug. 2023 | 2     | Embrunman                                       | Embrun               | 11:18:57 | auf der Langdistanz |
| 25. Nov. 2022 | 8     | Ironman Israel                                  | Tiberias             | 09:11:17 | bei der Erstaustragung |
| 3. Apr. 2022  | 7     | Ironman South Africa                            | Port Elizabeth       | 08:50:02 | verkürzte Schwimmdistanz (700 m Schwimmen, 1802 km Radfahren und 42,2 km Laufen)                                                   |
| 30. Mai 2021  | 1     | 140.6 INN International Triathlon               | Castell-Platja d’Aro | 09:32:11 | [ 10 ] |
| 12. Okt. 2019 | DNF   | Ironman Hawaii                                  | Hawaii               | –        | Rennabbruch auf der Radstrecke |
| 23. Juni 2019 | 1     | Ironman Ireland                                 | Youghal              | 08:50:18 | verkürzter Kurs ohne die Schwimmdistanz                                                                                            |
| 4. Mai 2019   | 6     | ITU Long Distance Triathlon World Championships | Pontevedra           | 05:57:51 | Weltmeisterschaft auf der Triathlon-Langdistanz                                                                                    |
| 2018          | 1     | Triathlon EDF Alpe d’Huez                       | Alpe d’Huez          | 06:51:21 | Siegerin auf der Langdistanz |
| 4. März 2017  | 5     | Ironman New Zealand                             | Taupō                | 09:52:33 | |
| 18. Feb. 2017 | 3     | Challenge Wanaka                                | Wanaka               | 09:16:11 | |
| 4. Sep. 2016  | 2     | Triathlon de Gérardmer                          | Gérardmer            | 05:01:10 | Zweite auf der Langdistanz |
| 15. Aug. 2016 | 4     | Embrunman                                       | Embrun               | 11:07:05 | |
| 24. Juli 2016 | 2     | Ironman Switzerland                             | Zürich               | 09:23:48 | |
| 5. Juni 2016  | 2     | Ironman France                                  | Nizza                | 09:28:55 | beim ersten Start auf der Ironman-Distanz Zweite hinter der Belgierin Tine Deckers, die das Rennen zum fünften Mal gewinnen konnte |

| Datum/Jahr   | Platz | Wettbewerb          | Austragungsort | Zeit     | Bemerkung                   |
| ------------ | ----- | ------------------- | -------------- | -------- | --------------------------- |
| 7. Aug. 2016 | 2     | St. Moritz Duathlon | St. Moritz     | 01:29:43 | Zweite hinter Nicola Spirig |

(DNF – Did Not Finish)